# Bandrakouni
Bandrakouni ist ein Berg im Nordosten der Insel Anjouan im Inselstaat Komoren.

## Geographie
Der Berg ist ein nördlicher Ausläufer, sozusagen der kleinere Bruder des Djadjana. Er erreicht nur eine Höhe von 828 m. Zahlreiche Bergkämme und Ausläufer gliedern den Nordteil der Insel Anjouan.